# Козля
Козля (пол. Koźla) — село в Польщі, у гміні Свідниця Зеленогурського повіту Любуського воєводства.
Населення — 561 особа (2011).
У 1975-1998 роках село належало до Зеленогурського воєводства.

## Демографія
Демографічна структура станом на 31 березня 2011 року:
|          | Загалом | Допрацездатний вік | Працездатний вік | Постпрацездатний вік |
| -------- | ------- | ------------------ | ---------------- | -------------------- |
| Чоловіки | 279     | 52                 | 206              | 21                   |
| Жінки    | 282     | 51                 | 166              | 65                   |
| Разом    | 561     | 103                | 372              | 86                   |